# ماكويا

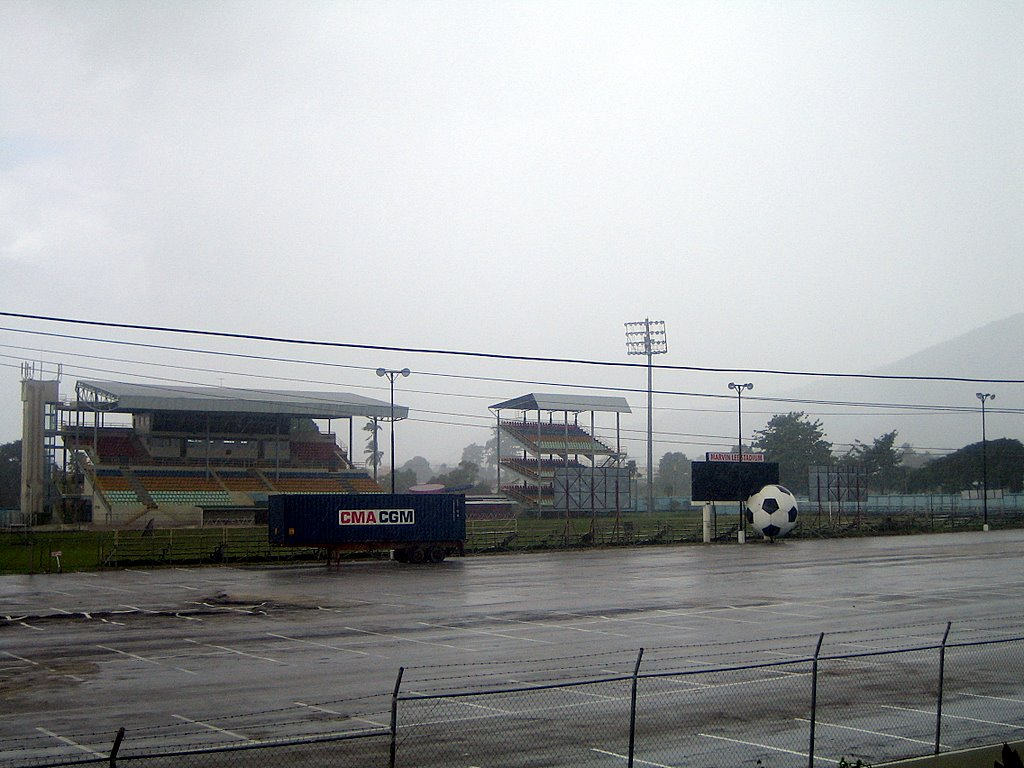
ملعب مارفين لي

ماكويا (بالإنجليزية: Macoya)‏ مدينة صغيرة تقع على شارع تشرشل-روزفلت السريع في ترينيداد وتوباغو . توجد العديد من المخازن التجارية والقليل من السكان . أبرز منشئات المدينة هو ملعب مارفين لي الذي يستضيف بعض مباريات منتخب ترينيداد وتوباغو .